# Helmut Langenbruch

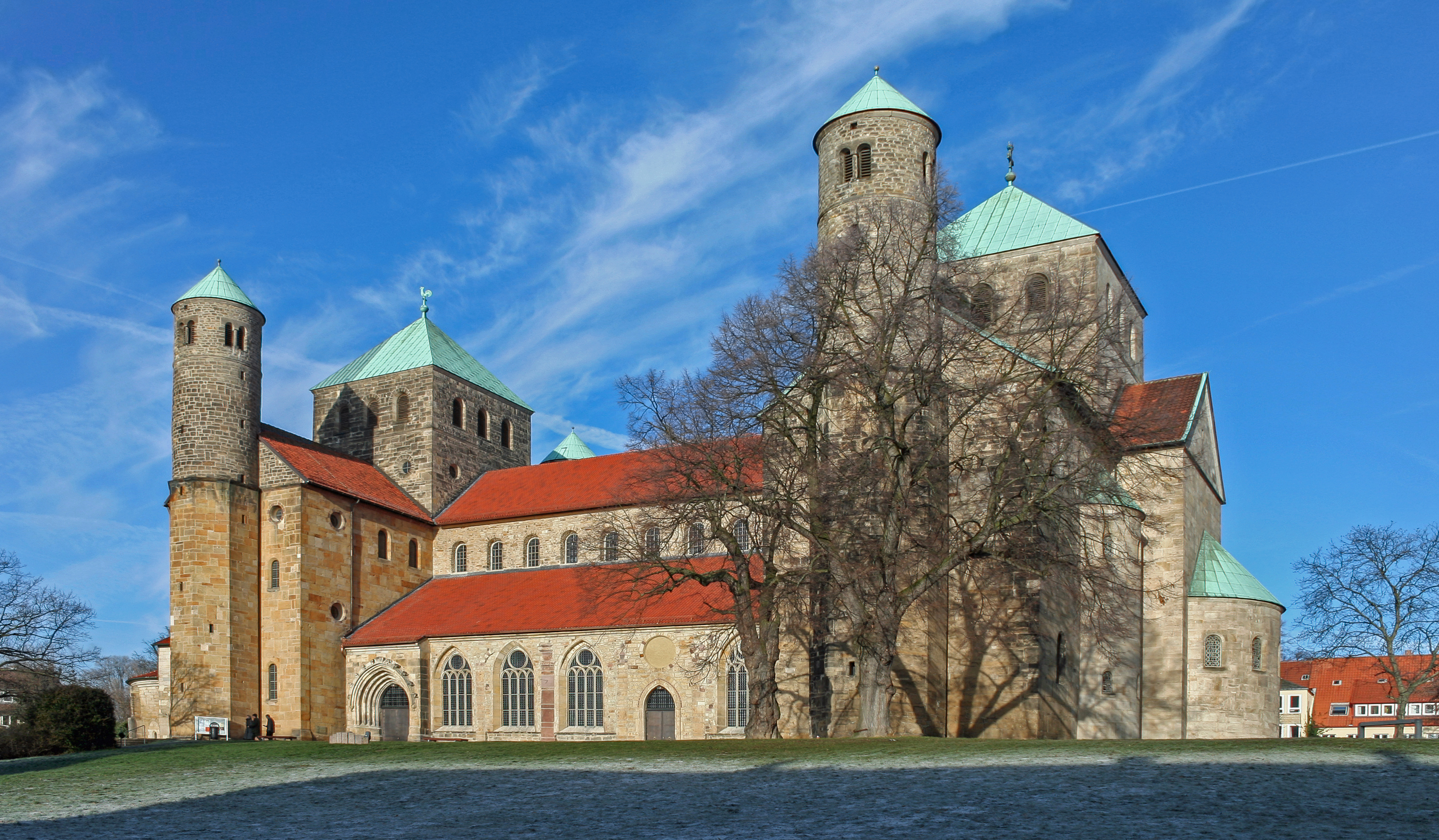
St. Michael in Hildesheim

Helmut Langenbruch (* 1955 in Bad Kreuznach) ist ein deutscher Organist.

## Leben
Langenbruch begann seine kirchenmusikalische Ausbildung bei Dieter Wellmann. 1972 legte er das C-Examen ab. Nach dem Abitur studierte er Kirchenmusik bei Gisbert Schneider an der Folkwang-Hochschule Essen. Nach dem A-Examen 1978 ergänzte er seine Ausbildung durch ein Aufbaustudium im Orgelspiel, welches er mit dem Konzertexamen abschloss. Von 1979 bis 1987 war er als Kirchenmusiker an der Lukaskirche in Düsseldorf tätig. 1987 wurde er als Kirchenmusikdirektor an St. Michael nach Hildesheim berufen. Konzertreisen führten ihn in zahlreiche europäische Länder. Von 1992 bis 1999 hatte er zusätzlich einen Lehrauftrag für Chorleitung an der Universität Hildesheim. Im September 2019 wurde er in den Ruhestand verabschiedet.

## Tonträger
- Felix Mendelssohn Bartholdy: Orgelsonaten Opus 65
- Orgelhighlights
- Musik für Trompete und Orgel (mit Thomas Hartog, Trompete)